# Mudugh
Mudugh (in Somalo Mudug; in arabo مدق Muduq) è una regione della Somalia (72.933 km² e 900.000 abitanti) con capoluogo Gallacaio.
Le province (degmo) settentrionali costituiscono una delle 2 regioni (gobol) dello Stato federale del Puntland.
Le province (degmo) meridionali costituiscono una delle 3 regioni (gobol) dello Stato federale del Galmudugh.

La divisione della Regione tra i 2 Stati Federali.

## Province
Il Mudugh è suddiviso nelle seguenti province:
- Gallacaio
- Galdogob
- Harardhere
- Hobyo
- Geriban

## Città principali
Per ordine alfabetico:
- Balli Ad
- Gallacaio
- Geriban
- Galdogob
- Ghèlinsor
- Harardera
- Obbia